# Cornelis Norbertus Gysbrechts
Cornelis Norbertus Gysbrechts ou Gijsbrechts (1630 - vers 1675) est un peintre flamand, actif dans la deuxième moitié du XVIIe siècle, né vers 1630, mort après 1675, et spécialisé dans les natures mortes et les trompe-l'œil.

## Biographie
Franc-maître de la guilde de Saint-Luc à Anvers en 1659, Cornelis Norbertus Gysbrechts est peintre de la cour du roi de Danemark, Christian V, à Copenhague entre 1670 et 1672. C'est dans cette dernière ville qu'il semble avoir fait une grande partie de sa carrière. Directeur d’une maison d’enchères, il y fit vendre un bon nombre de ses tableaux, marqués par son talent en matière de trompe-l’œil. En 1659-1660, il devient maître de la guilde de St Luc d'Anvers.

## Œuvres
- Trompe-l'œil, 1664, huile sur toile, 101 × 84 cm, Musée des beaux-arts de Gand[2]
- Dos d'un tableau, vers 1670, Huile sur toile, 66 × 87 cm, demeure l’œuvre de Gysbrechts qui suscita le plus d’enthousiasme et se trouve actuellement avec plusieurs autres au Statens Museum for Kunst de Copenhague[3]
- Trompe-l'œil au carnet de dessins, 1665, huile sur toile, 69 × 59 cm, Musée des beaux-arts de Rouen[4]
- Vanitas, Huile sur toile, 63 × 47 cm, musées royaux, Bruxelles[5]
- Nature morte de chasse ou Attirail d'oiseleur, Musée des beaux-arts de Dole
- Nature morte en trompe-l'œil, Musée des Beaux-Arts de Carcassonne ; avec un autoportrait du peintre en haut à gauche[6]
- Les attributs du peintre, Musée des Beaux-arts de Valenciennes

## Galerie

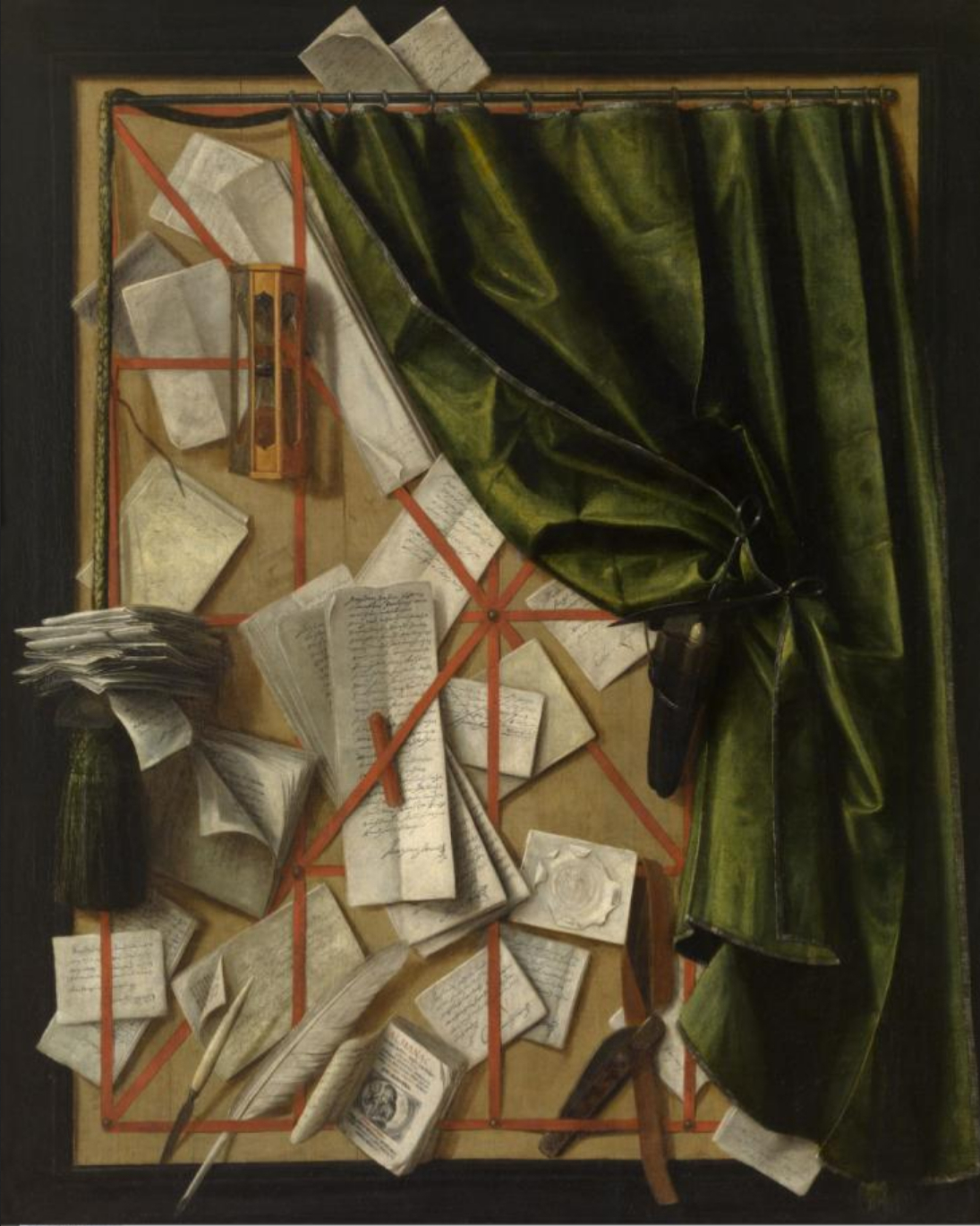
Trompe-l'œil, 1664 Musée de Gand
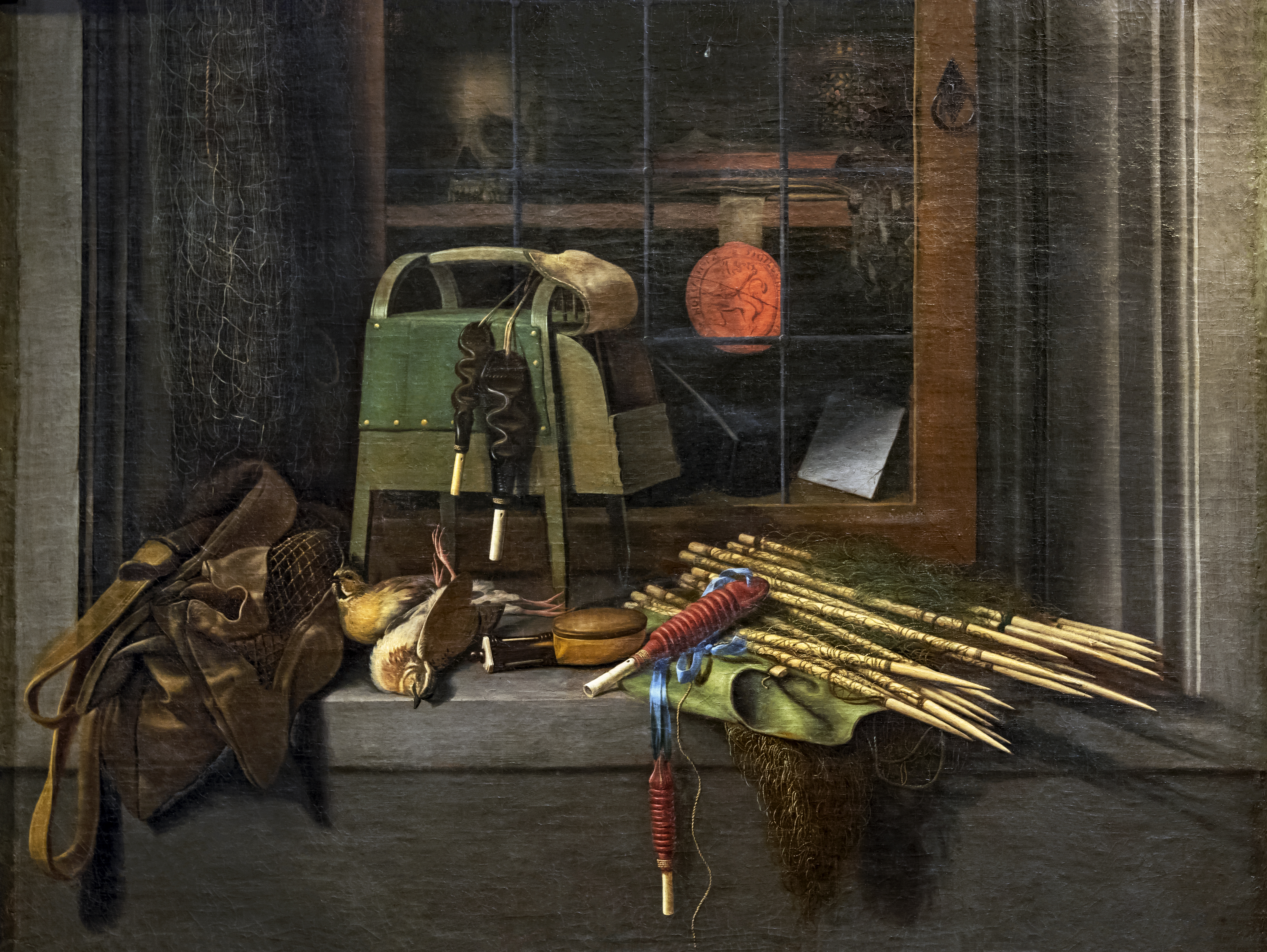
Nature morte de chasse Musée des Beaux-Arts de Dole
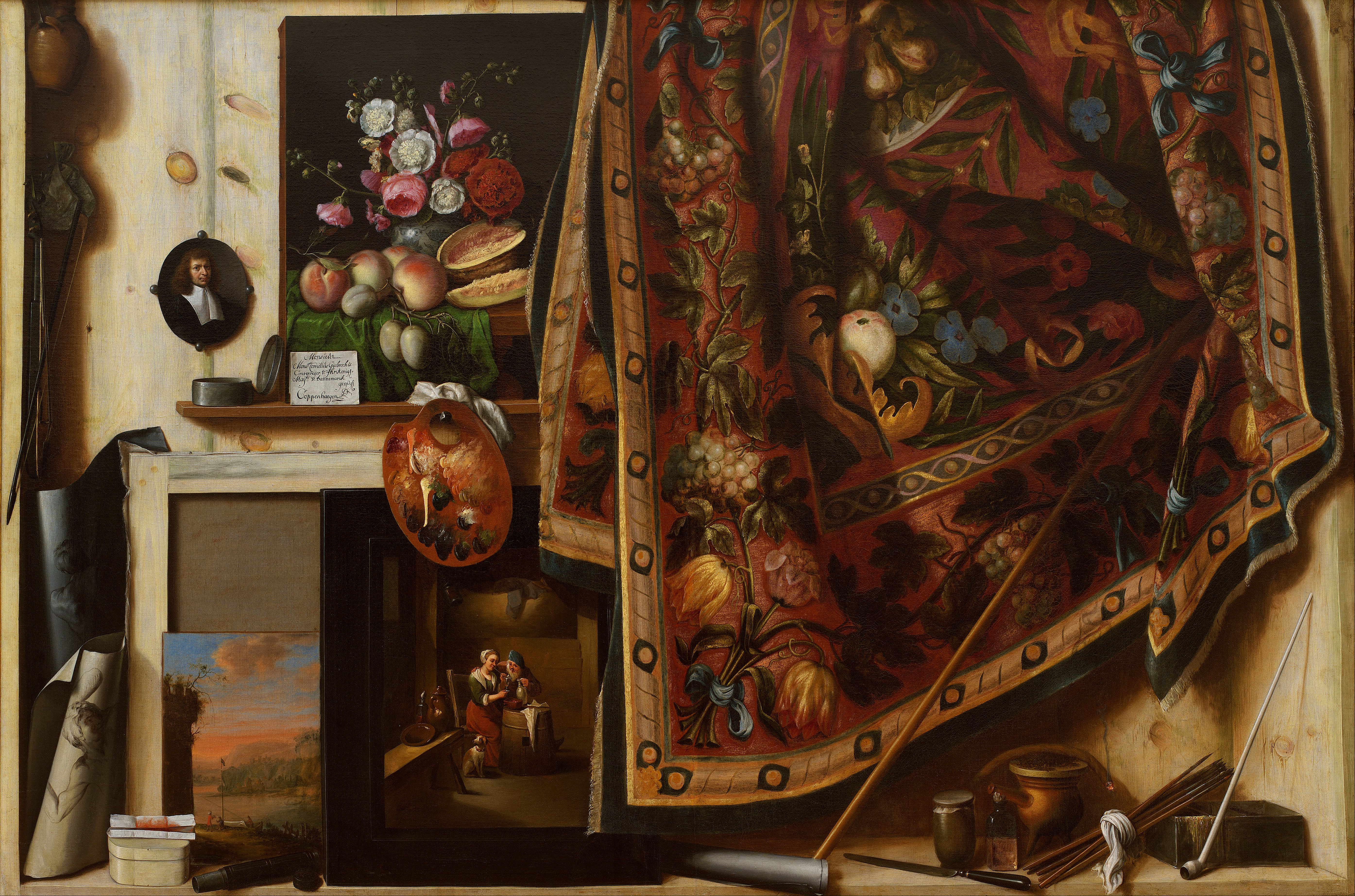
Trompe l'oeil de l'atelier du peintre
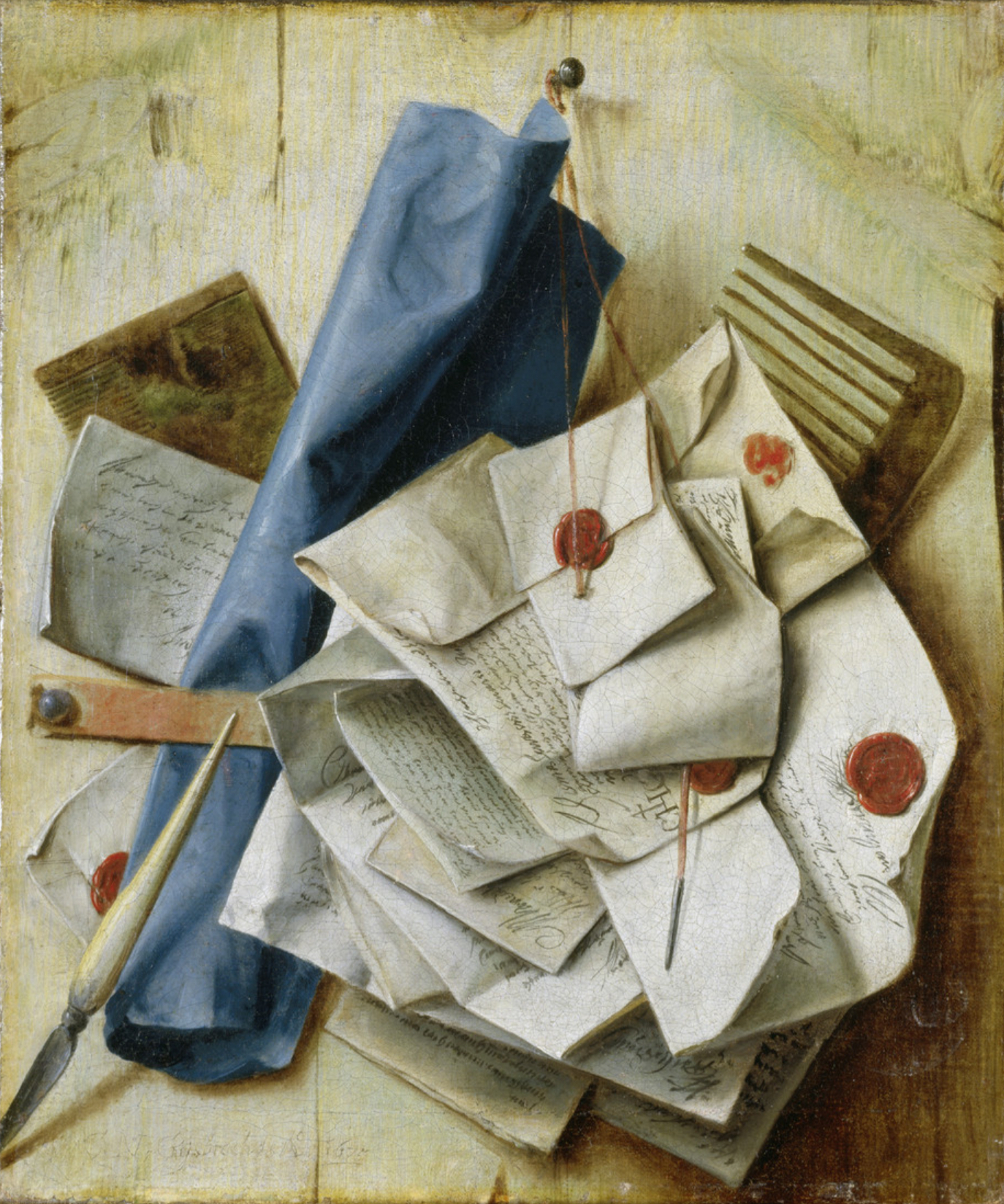
Quodlibet
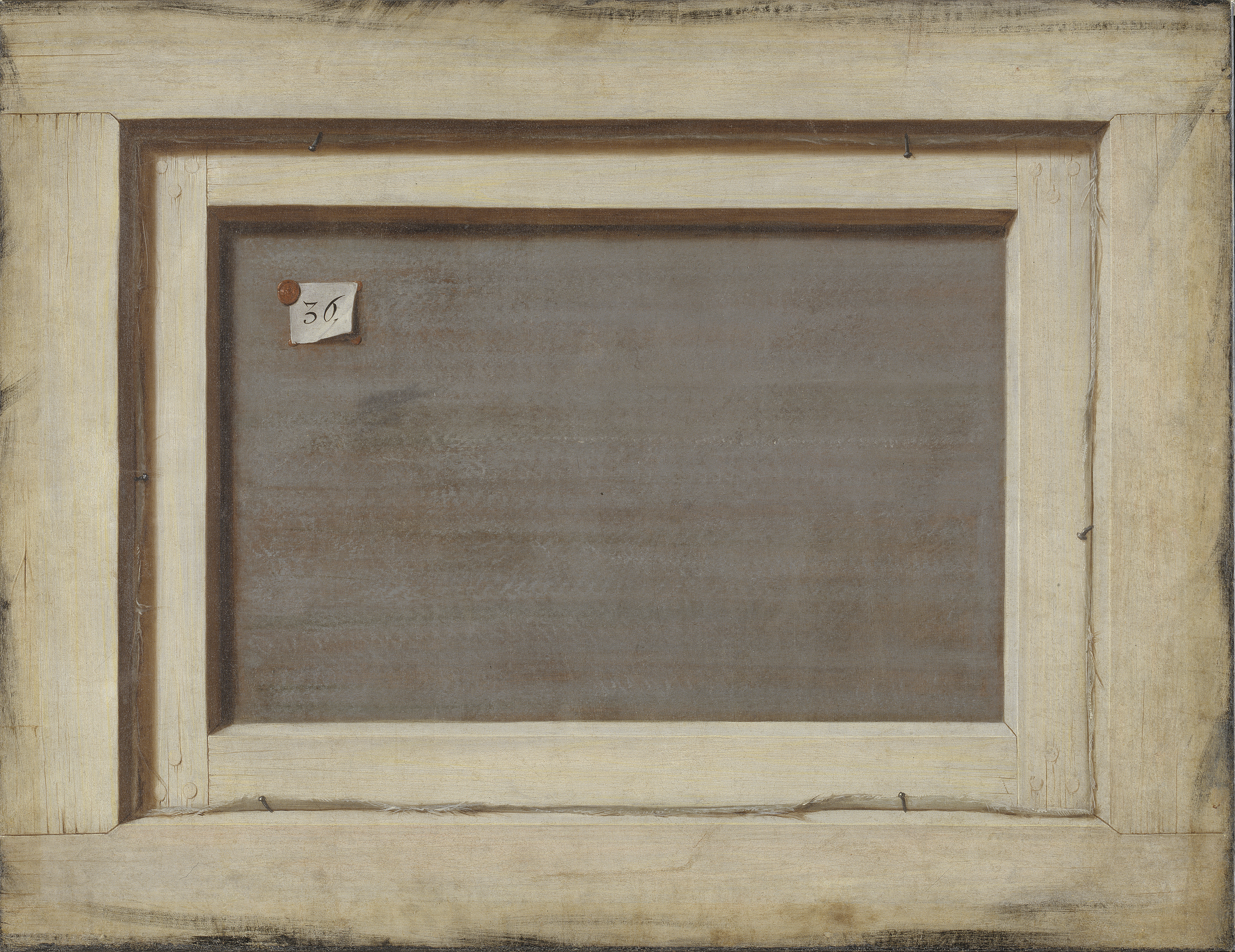
Dos d'un tableau vers 1670,Copenhague
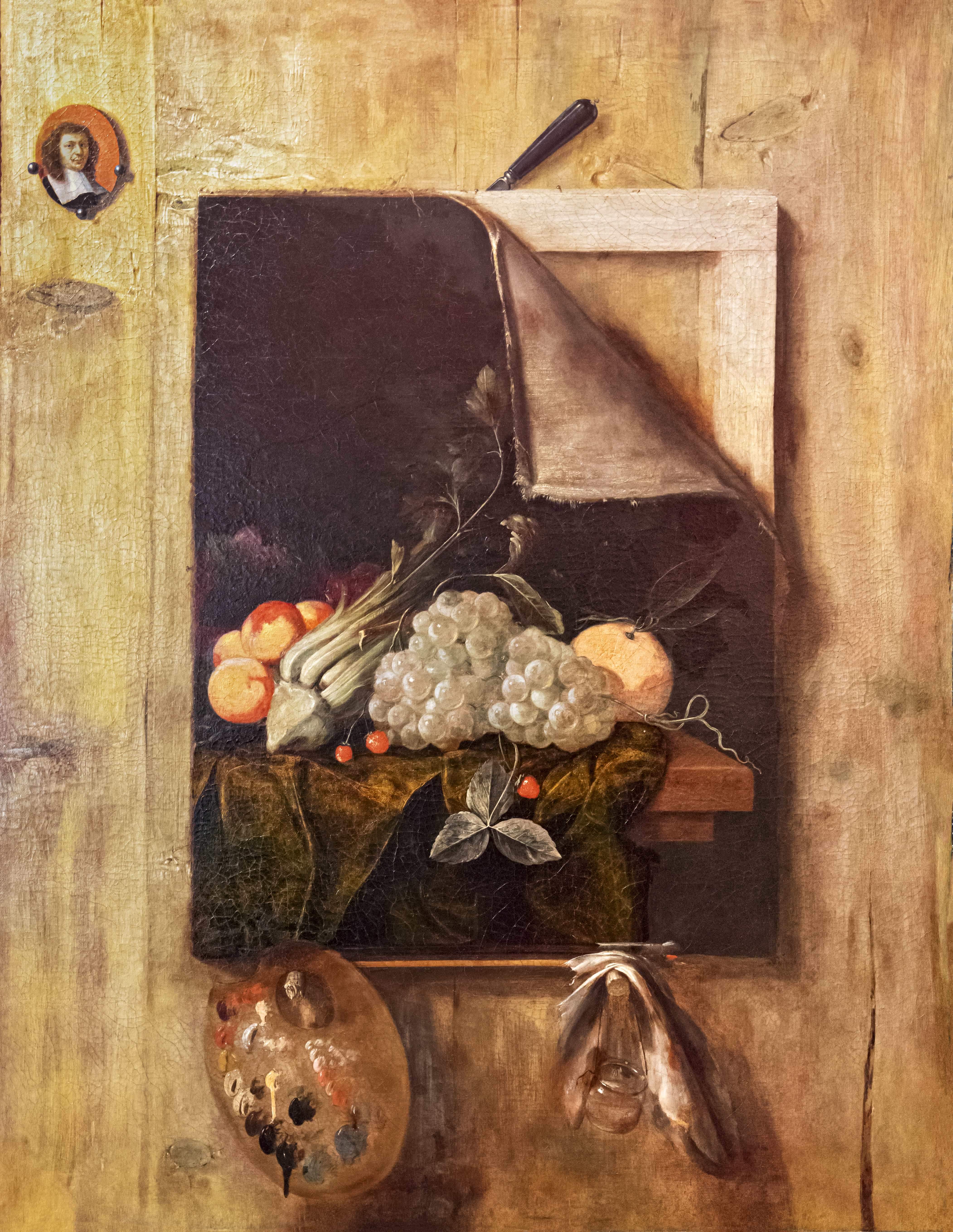
Nature morte en Trompe l'oeil avec autoportrait Musée des Beaux-Arts de Carcassonne
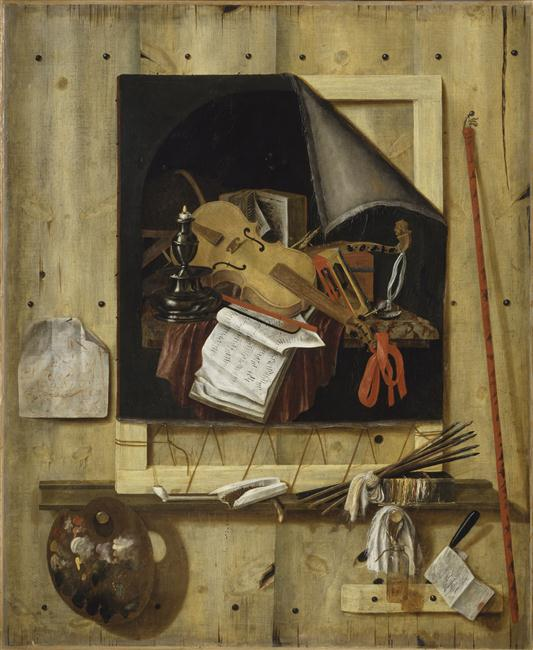
Les attributs du peintre, 1665 Musée des Beaux-arts de Valenciennes